# W. A. Crowe
W. A. Crowe war ein US-amerikanischer Hersteller von Automobilen.

## Unternehmensgeschichte
W. A. Crowe gründete 1911 das gleichnamige Unternehmen in Detroit in Michigan. W. W. McIntyre war der Konstrukteur. Sie begannen mit der Produktion von Automobilen. Der Markenname lautete Crowe. Im September 1911 wurden Pläne bekannt, in Zusammenarbeit mit der Industrial Association die Crowe Motor Car Company in Grand Rapids in Michigan zu gründen. Diese Pläne wurden nicht mehr umgesetzt. Noch 1911 endete die Produktion.

## Fahrzeuge
Das einzige Modell wurde Thirty genannt. Ein Vierzylindermotor mit 30 PS Leistung trieb die Fahrzeuge an. Sie waren als Tourenwagen karosseriert.